# 10306 Pagnol
10306 Pagnol eller 1990 QY är en asteroid i huvudbältet som upptäcktes den 21 augusti 1990 av den belgiske astronomen Eric W. Elst vid Haute-Provence-observatoriet. Den är uppkallad efter den franske författaren och filmskaparen Marcel Pagnol.
Asteroiden har en diameter på ungefär 10 kilometer.